# 1447 Utra
1447 Utra eller 1938 BB är en asteroid upptäckt 16 februari 1938 av den finske astronomen Yrjö Väisälä vid Storheikkilä observatorium. Asteroiden har fått sitt namn efter orten Utra i Kontiolax kommun där upptäckaren är född.
Ockultationer av stjärnor har observerats.